# Campeonato Europeo de Ironman 70.3
El Campeonato Europeo de Ironman 70.3 es la máxima competición a nivel europeo de Ironman 70.3. Es organizado desde 2007 por World Triathlon Corporation.

## Ediciones
| N.º  | Año  | Sede      | País      |
| ---- | ---- | --------- | --------- |
| I    | 2007 | Wiesbaden | Alemania  |
| II   | 2008 | Wiesbaden | Alemania  |
| III  | 2009 | Wiesbaden | Alemania  |
| IV   | 2010 | Wiesbaden | Alemania  |
| V    | 2011 | Wiesbaden | Alemania  |
| VI   | 2012 | Wiesbaden | Alemania  |
| VII  | 2013 | Wiesbaden | Alemania  |
| VIII | 2014 | Wiesbaden | Alemania  |
| IX   | 2015 | Wiesbaden | Alemania  |
| X    | 2016 | Wiesbaden | Alemania  |
| XI   | 2017 | Elsinor   | Dinamarca |
| XII  | 2018 | Elsinor   | Dinamarca |
| XIII | 2019 | Elsinor   | Dinamarca |
| XIV  | 2021 | Elsinor   | Dinamarca |
| XV   | 2022 | Elsinor   | Dinamarca |
| XVI  | 2023 | Tallin    | Estonia   |

## Palmarés

### Masculino
| N.º  | Año  | Sede                    | Oro                              | Plata                            | Bronce                           |
| ---- | ---- | ----------------------- | -------------------------------- | -------------------------------- | -------------------------------- |
| I    | 2007 | Wiesbaden · ( Alemania) | Stéphan Bignet Francia           | Alessandro Degasperi · Italia    | Nils Goerke · Alemania           |
| II   | 2008 | Wiesbaden · ( Alemania) | Faris Al-Sultan · Alemania       | Alessandro Degasperi · Italia    | Uwe Widmann · Alemania           |
| III  | 2009 | Wiesbaden · ( Alemania) | Sebastian Kienle · Alemania      | Michael Raelert · Alemania       | Mathias Hecht · Suiza            |
| IV   | 2010 | Wiesbaden · ( Alemania) | Michael Raelert · Alemania       | Sebastian Kienle · Alemania      | Björn Andersson · Suecia         |
| V    | 2011 | Wiesbaden · ( Alemania) | Andreas Böcherer · Alemania      | Filip Ospalý · República Checa   | Martin Krňávek · República Checa |
| VI   | 2012 | Wiesbaden · ( Alemania) | Michael Raelert · Alemania       | Bart Aernouts · Bélgica          | Boris Stein · Alemania           |
| VII  | 2013 | Wiesbaden · ( Alemania) | Ritchie Nicholls Reino Unido     | Jan Frodeno · Alemania           | Alessandro Degasperi · Italia    |
| VIII | 2014 | Wiesbaden · ( Alemania) | Bart Aernouts · Bélgica          | Peter Robertson Australia        | Maurice Clavel · Alemania        |
| IX   | 2015 | Wiesbaden · ( Alemania) | Boris Stein · Alemania           | Andreas Raelert · Alemania       | Ruedi Wild · Suiza               |
| X    | 2016 | Wiesbaden · ( Alemania) | Andreas Dreitz · Alemania        | Lionel Sanders · Canadá          | Boris Stein · Alemania           |
| XI   | 2017 | Elsinor ( Dinamarca)    | Michael Raelert · Alemania       | Andreas Böcherer · Alemania      | Nils Frommhold · Alemania        |
| XII  | 2018 | Elsinor ( Dinamarca)    | Rodolphe Von Berg Estados Unidos | Adam Bowden Reino Unido          | Bart Aernouts · Bélgica          |
| XIII | 2019 | Elsinor ( Dinamarca)    | Rodolphe Von Berg Estados Unidos | Javier Gómez Noya · España       | Pablo Dapena · España            |
| XIV  | 2021 | Elsinor ( Dinamarca)    | George Goodwin Reino Unido       | Rodolphe Von Berg Estados Unidos | Jan Stratmann · Alemania         |
| XV   | 2022 | Elsinor ( Dinamarca)    | Daniel Bækkegård Dinamarca       | Miki Taagholt Dinamarca          | Pablo Dapena · España            |
| XVI  | 2023 | Tallin ( Estonia)       | Pieter Heemeryck · Bélgica       | Mike Philipps Nueva Zelanda      | Alessandro Fabian · Italia       |

### Femenino
| N.º  | Año  | Sede                    | Oro                               | Plata                         | Bronce                             |
| ---- | ---- | ----------------------- | --------------------------------- | ----------------------------- | ---------------------------------- |
| I    | 2007 | Wiesbaden · ( Alemania) | Virginia Berasategi · España      | Wenke Kujala · Alemania       | Andrea Brede · Alemania            |
| II   | 2008 | Wiesbaden · ( Alemania) | Virginia Berasategi · España      | Andrea Brede · Alemania       | Meike Krebs · Alemania             |
| III  | 2009 | Wiesbaden · ( Alemania) | Yvonne van Vlerken · Países Bajos | Tiina Boman · Finlandia       | Andrea Steinbecher · Alemania      |
| IV   | 2010 | Wiesbaden · ( Alemania) | Yvonne van Vlerken · Países Bajos | Desiree Ficker Estados Unidos | Kristin Möller · Alemania          |
| V    | 2011 | Wiesbaden · ( Alemania) | Karin Thürig · Suiza              | Eva Wutti · Austria           | Natascha Badmann · Suiza           |
| VI   | 2012 | Wiesbaden · ( Alemania) | Anja Beranek · Alemania           | Virginia Berasategi · España  | Julia Gajer · Alemania             |
| VII  | 2013 | Wiesbaden · ( Alemania) | Daniela Ryf · Suiza               | Annabel Luxford Australia     | Catriona Morrison Reino Unido      |
| VIII | 2014 | Wiesbaden · ( Alemania) | Daniela Ryf · Suiza               | Leanda Cave Reino Unido       | Laura Philipp · Alemania           |
| IX   | 2015 | Wiesbaden · ( Alemania) | Camilla Pedersen Dinamarca        | Anja Beranek · Alemania       | Alexandra Tondeur · Bélgica        |
| X    | 2016 | Wiesbaden · ( Alemania) | Melissa Hauschildt Australia      | Jodie Swallow Reino Unido     | Laura Philipp · Alemania           |
| XI   | 2017 | Elsinor ( Dinamarca)    | Annabel Luxford Australia         | Helle Frederiksen Dinamarca   | Kaisa Sali · Finlandia             |
| XII  | 2018 | Elsinor ( Dinamarca)    | Melissa Hauschildt Australia      | Helle Frederiksen Dinamarca   | Sara Svensk · Suecia               |
| XIII | 2019 | Elsinor ( Dinamarca)    | Holly Lawrence Reino Unido        | Fenella Langridge Reino Unido | Radka Kahlefeldt · República Checa |
| XIV  | 2021 | Elsinor ( Dinamarca)    | Lucy Charles-Barclay Reino Unido  | Holly Lawrence Reino Unido    | Camilla Pedersen Dinamarca         |
| XV   | 2022 | Elsinor ( Dinamarca)    | Emma Pallant-Browne Reino Unido   | Ashleigh Gentle Australia     | India Lee Reino Unido              |
| XVI  | 2023 | Tallin ( Estonia)       | Laura Philipp · Alemania          | Imogen Simmonds · Suiza       | Emma Browne Reino Unido            |

## Medallero histórico
- Actualizado hasta Tallin 2023.

| Núm. | País            | Oro | Plata | Bronce | Total |
| ---- | --------------- | --- | ----- | ------ | ----- |
| 1    | Alemania        | 10  | 8     | 14     | 32    |
| 2    | Reino Unido     | 5   | 5     | 3      | 13    |
| 3    | Australia       | 3   | 3     | 0      | 6     |
| 4    | Suiza           | 3   | 1     | 3      | 7     |
| 5    | Dinamarca       | 2   | 3     | 1      | 6     |
| 6    | España          | 2   | 2     | 2      | 6     |
| 7    | Estados Unidos  | 2   | 2     | 0      | 4     |
| 8    | Bélgica         | 2   | 1     | 2      | 5     |
| 9    | Países Bajos    | 2   | 0     | 0      | 2     |
| 10   | Francia         | 1   | 0     | 0      | 1     |
| 11   | Italia          | 0   | 2     | 2      | 4     |
| 12   | República Checa | 0   | 1     | 2      | 3     |
| 13   | Finlandia       | 0   | 1     | 1      | 2     |
| 14   | Austria         | 0   | 1     | 0      | 1     |
| 14   | Canadá          | 0   | 1     | 0      | 1     |
| 14   | Nueva Zelanda   | 0   | 1     | 0      | 1     |
| 17   | Suecia          | 0   | 0     | 2      | 2     |
|      | TOTAL           | 32  | 32    | 32     | 96    |